# Servion
Servion är en ort och kommun i distriktet Lavaux-Oron i kantonen Vaud, Schweiz. Kommunen har 2 174 invånare (2023).
I kommunen finns även byn Les Cullayes som tidigare var en självständig kommun, men som 1 januari 2012 inkorporerades i Servion. 